# ПВК «Редут»
Приватна військова компанія «Редут», також відома як ПВК «Щит» (рос. Частная военная компания «Редут», ЧВК «Щит») — російське незаконне збройне формування, що комплектується найманцями. Використовувалося для контролю об'єктів нафтогазової галузі в Сирії та для підготовки російського вторгнення в Україну. З лютого 2022 року бере безпосередню участь у війні проти України.

## Історія
ПВК створено 2018 року на базі 45-ї бригади спеціального призначення, вихідці з якої обіймають керівні посади в компанії. Про тісний зв'язок між ПВК та 45 ОБрСпП свідчить також той факт, що база «Редуту» в Кубинці знаходиться безпосередньо поруч із територією даної військової частини.
Інша база ПВК знаходиться поблизу Тамбова, на території 16-ої бригади спецпризначення. Там же, на полігоні «Тригуляй», проводиться тренування новобранців. Військовослужбовці цієї частини виступають у ролі кураторів для деяких формувань Редуту та спільно з ними брали участь у військових операціях і воєнних злочинах. 
Одним із засновників ПВК є колишній військовослужбовець РФ Ігор Саліков. 
Станом на 2019 рік чисельність ПВК «Щит» становила не більше 200—300 найманців.
Напередодні повномасштабного вторгнення в Україну, чисельність ПВК значно зросла завдяки створенню низки нових підрозділів та продовжила збільшуватися протягом війни. Британська розвідка, станом на кінець 2023 оцінювала кількість бійців ПВК у понад 7 тисяч, тоді як за даними українських журналістів, загальна чисельність усіх загонів «Редуту», може сягати 25 тисяч найманців.
Редут не є приватною військовою компанією у звичному розумінні. Це скоріше система рекрутингу добровольців: новобранці підписують договір із неіснуючою компанією, приписуються до військових частин і в підсумку отримують гроші від міністерства оборони. Нерідко такі частини є «віртуальними» та існують лише на папері. Основна відмінність Редуту від інших добровольчих формувань РФ полягає у відсутності офіційних контрактів з Міноборони чи росгвардією, що дає можливість найманцям достроково розірвати контракт, уникнувши при цьому відповідальності за дезертирство або невиконання наказів.

### Вербування в'язнів
Починаючи з літа 2023 року, командири Редуту вербують до лав ПВК ув'язнених російських колоній, які підписали контракти із міноборони РФ та були направлені у тренувальні табори чи на передову. Як правило, в'язні потрапляють до окремої роти в одному із 5 загонів Редуту: «Ветерани», «Рись», «Тигри», «Вовки» або «Північ».
Журналістам «Системи» на основі відкритих джерел та розмов із родичами вдалося встановити імена 32 таких в'язнів. Загальна кількість завербованних ПВК зеків станом на осінь 2023 оцінювалась у понад тисячу осіб.

## Склад

### Структура
До складу ПВК входять десятки підрозділів, які поділяються на декілька основних категорій:

#### Підрозділи 16-ої бригади спецпризначення
- Розвідувально-диверсійний загін (з 2023 — бригада) «Вовки»
- Розвідувально-диверсійний загін «Тигри»
- Загін «Вітер 117»
- Загін «Невський»

#### Підрозділи союзу добровольців Донбасу
- Розвідувально-штурмова бригада імені святого Георгія 
  - Загін «Зубр»
  - Загін «Херсон»
  - Загін «Артдивізіон»
  - Загін «Вихор»
- Загін «Північ»
- Загін «Центр»

#### «Козацькі» підрозділи
- Бригада «Дон» 
  - Батальйон «Лістань»
- Бригада «Скіф»

#### Інші формування
- 60-та окрема диверсійна штурмова бригада «Ветерани»
- 81-ша бригада спеціального призначення «Ведмеді»
- 88-ма розвідувально-диверсійна бригада «Еспаньйола»
- ПВК «Потік»
- Загін «Лев»
- Загін «Рисі»
- Загін «Borz»
- Загін «Троя»
- Загін «Ірбіс»

До кінця 2022 року за допомогою системи «Редут» також комплектувалися і неонацистські угрупування ДШРГ «Русич» та «Імперський легіон».

## Участь у бойових діях

### Російська інтервенція в Сирію
У Сирії загони найманців «Редуту» чисельністю 25—30 осіб охороняли декілька об'єктів компанії «Стройтрансгаз», що контролюється структурами російського бізнесмена Геннадія Тимченка.
 15 червня 2019 терористами було підірвано автомобіль в районі Пальміри. Група бійців ПВК, що вирушила на місце вибуху задля встановлення обставин потрапила під мінометний обстріл, у ході якого троє найманців загинули та один зазнав поранень. Серед загиблих виявились 2 колишніх бойовиків «ЛНР», що брали участь у війні на сході України.

### Російсько-українська війна
Перші розвідувальні загони найманців «Редуту» почали прибувати в ОРДЛО ще на рубежі 2021—2022 років. Крім того, у середині лютого кількасот бойовиків розвідувально-диверсійного загону «Вовки» були направлені до білоруської частини Чорнобильської зони відчуження. 
У ніч на 23 лютого 2022 року група редутівців перейшла Сіверський Донець поблизу Станиці Луганської та провела розвідку в тилу українських військ.
Відразу після початку повномасштабного російського вторгнення в Україну, керівництво ПВК спішно розпочало масштабне вербування найманців для участі у війні, в рамках якого навіть роздрукували так звані «чорні списки» (списки осіб, що не пройшли співбесіду до ПВК та колишніх найманців, що були з неї звільнені). Численні новостворені загони ПВК взяли участь у бойових діях одразу на багатьох напрямках: Київському, Харківському, Донецькому та Луганському.
На початку березня 2022 року, у Київській області внаслідок поганої координації російських військ, дві колони ПВК, сприйнявши одна одну за противника, влаштували між собою перестрілку, в ході якої був поранений командир одного із загонів «Редуту» Іван Міхеєв, позивний «Сєвєр». 20 березня «Сєвєр» від отриманих поранень помер у госпіталі.
Наприкінці березня російські війська розпочали відступ із півночі України. Підрозділи «Редуту», що прикривали відхід сил 36-ї загальновійськової армії ЗС РФ були виведені з Київської області в Білорусь та згодом перекинуті на Харківський напрямок.
22 червня ударом РСЗВ був знищений штаб РДЗ «Вовки» у селі Олександрівка Ізюмського району. Згодом полонені розповіли, що внаслідок обстрілу загинули 16 бойовиків. 
10 вересня у Харківській області українські військові із розвідгрупи «Барс» 25-ї повітрянодесантної бригади влаштували засідку на російську колону та взяли у полон двох найманців-громадян Узбекистану. За словами полонених, обидва були завербовані в ПВК у Москві.
19 вересня 2022 року поблизу Лимана було взято у полон громадянина Білорусі, що в липні 2022 підписав контракт із ПВК «Редут». 6 жовтня СБУ повідомила йому про оголошення підозри у найманстві.На початку 2023 року низка підрозділів Редуту, зокрема 60-та ОДШБр «Ветерани» та ПВК «Потік» були направлені до околиць Авдіївки та Бахмута.
6 червня 2023, одразу 8 бойовиків бригади «Ветерани» були взяті в полон бійцями 127-ої бригади ТрО поблизу Бахмута.
18 січня 2024 найманці загону «Тигри» за підтримки «Ветеранів» провели операцію із захоплення району комплексу «Царська Охота» в Авдіївці, під час якої 150 бойовиків, після проведення підготовчих інженерних робіт, пройшли понад 2 кілометри підземною водопровідною трубою у тил ЗСУ та, заставши зненацька український гарнізон, змогли взяти позиції під свій контроль. Наприкінці січня стало відомо про ліквідацію Павла «Піонера» Фролова – командира батальйону Редуту, який займався плануванням цієї операції. За даними російських ЗМІ, Фролов загинув, підірвавшись на міні, так і не доживши до прориву української оборони.

### Буркіна-Фасо
У травні 2024 року група бійців 81-ї добровольчої бригади «Ведмеді» чисельністю у 100 осіб була направлена до Буркіна-Фасо на підтримку військової хунти капітана Ібрагіма Траоре. Наприкінці серпня найманці покинули країну та були перекинуті до Курської області для відбиття наступу ЗСУ.

### Воєнні злочини
Відомо про участь найманців «Редуту» у катуваннях та вбивствах мирних жителів, зокрема, ветеранів війни на сході України. Так, 11 жовтня 2022 року СБУ повідомила про взяття у полон на Харківщині російської ДРГ, у складі якої були 2 військових 16-ї бригади спецпризначення ЗС РФ та двоє бійців ПВК «Редут». Полонені зізналися про причетність до катування цивільних у смт Борова. На місці злочину, на території бази відпочинку «Світло Шахтаря», поліцейські виявили катувальну яму із тілами двох чоловіків зі слідами тортур. За інформацією Національної поліції, у тій же ямі було закатовано ветерана АТО Сергія Авдєєва.

## Командування
За даними ЗМІ, імовірним керівником ПВК є майор Костянтин Мірзаянц, колишній заступник командира 45-го полку ПДВ.

## Втрати
Із відкритих джерел відомо про деякі втрати ПВК у Сирії та Україні:

### Російська інтервенція в Сирію
| п/п | Прізвище, ім'я, по-батькові                | підрозділ/посада | Дата народження | Дата смерті | Місце смерті |
| --- | ------------------------------------------ | ---------------- | --------------- | ----------- | ------------ |
| 1.  | Хонда Давид Петрович («Шаман»)             |                  | 10.10.1977      | 15.06.2019  | Пальміра     |
| 2.  | Лиховських Олексій Олексійович («Танкіст») |                  | 30.09.1986      | 15.06.2019  | Пальміра     |
| 3.  | «Кайрат»                                   |                  |                 | 15.06.2019  | Пальміра     |

### Російсько-українська війна
| п/п | Прізвище, ім'я, по-батькові    | підрозділ/посада                                     | Дата народження | Дата смерті | Місце смерті                       |
| --- | ------------------------------ | ---------------------------------------------------- | --------------- | ----------- | ---------------------------------- |
| 1.  | Міхеєв Іван Павлович («Сєвєр») | командир загону, підполковник                        | 05.03.1984      | 20.03.2022  | Смертельно поранений поблизу Києва |
| 2.  | Матлаєв Артем                  | РДЗ «Вовки», оператор БПЛА, капітан-лейтенант запасу |                 | 07.09.2022  | Балаклія                           |
| 3.  | Нестеренко Роман Володимирович | старший лейтенант запасу                             | 27.05.1982      | 08.09.2022  | Балаклія                           |
| 4.  | Саїтов Дамір («Кабан»)         | РДЗ «Вовки»                                          |                 | 09.2022     | Балаклія                           |

Згідно трофейним документам, втрати РДО «Вовки» зі складу Редуту в боях за Київ у лютому-березні 2022 склали: 3 убитих, 1 зниклий безвісти та не менше 8 поранених. Станом на перше липня, кількість убитих зросла до 21, а поранених – до 84. Таким чином, менш ніж за 5 місяців участі у війні, загін втратив 37% особового складу.